# Naawan
Naawan is een gemeente in de Filipijnse provincie Misamis Oriental op het eiland Mindanao. Bij de laatste census in 2007 had de gemeente bijna 18 duizend inwoners.

## Geografie

### Bestuurlijke indeling
Naawan is onderverdeeld in de volgende 10 barangays:
| - Don Pedro - Linangkayan - Lubilan - Mapulog - Maputi | - Mat-i - Patag - Poblacion - Tagbalogo - Tuboran |

## Demografie
Naawan had bij de census van 2007 een inwoneraantal van 17.988 mensen. Dit zijn 1.815 mensen (11,2%) meer dan bij de vorige census van 2000. De gemiddelde jaarlijkse groei komt daarmee uit op 1,48%, hetgeen lager is dan het landelijk jaarlijks gemiddelde over deze periode (2,04%). Vergeleken met de census van 1995 is het aantal mensen met 3.410 (23,4%) toegenomen.

De bevolkingsdichtheid van Naawan was ten tijde van de laatste census, met 17.988 inwoners op 88,5 km², 203,3 mensen per km².